# Henk Groot
Henk Groot (Zaandijk, provincia de Holanda Septentrional, 22 de abril de 1938-Zaandam, 11 de mayo de 2022) fue un futbolista neerlandés que fue varias veces internacional con su país y ganó varios títulos con el Ajax de Ámsterdam y el Feyenoord de Róterdam.

## Trayectoria
Comenzó jugando para los clubes de categorías inferiores FC Zaandijk y Stormvogels. Después como profesional hizo su debut el 23 de agosto de 1959 ante el NAC Breda ganando por 3 a 0. Jugó varios años en el Ajax de Ámsterdam y en el Feyenoord de Róterdam.

## Selección nacional
Ha sido internacional con la Selección de fútbol de los Países Bajos en 39 ocasiones en las cuales marcó 12 goles.

## Clubes
| Club                  | País         | Año       |
| --------------------- | ------------ | --------- |
| Ajax de Ámsterdam     | Países Bajos | 1959-1963 |
| Feyenoord de Róterdam | Países Bajos | 1963-1965 |
| Ajax de Ámsterdam     | Países Bajos | 1965-1969 |

## Palmarés

### Campeonatos nacionales
| Título                   | Club                  | País         | Año     |
| ------------------------ | --------------------- | ------------ | ------- |
| Eredivisie               | Ajax de Ámsterdam     | Países Bajos | 1959-60 |
| Copa de los Países Bajos | Ajax de Ámsterdam     | Países Bajos | 1961    |
| Eredivisie               | Feyenoord de Róterdam | Países Bajos | 1964-65 |
| Copa de los Países Bajos | Feyenoord de Róterdam | Países Bajos | 1965    |
| Eredivisie               | Ajax de Ámsterdam     | Países Bajos | 1965-66 |
| Eredivisie               | Ajax de Ámsterdam     | Países Bajos | 1966-67 |
| Copa de los Países Bajos | Feyenoord de Róterdam | Países Bajos | 1967    |
| Eredivisie               | Ajax de Ámsterdam     | Países Bajos | 1967-68 |